# Anestetičar
Anestetičar  ili anesteziološki tehničar — anestetičar  je profesionalno obučen medicinski radnik, koji je prošao teoretsku i praktičnu obuku iz oblasti anestezije,i koji je potkovan znanjima o tehničkim aparatima, koji se upotrebljavaju u anesteziji i tokom pružanja prve pomoći životno ugroženom pacijentu. Anestetičar je u stanju da pruže usluge pacijentima koji mora da dobiju anesteziju u vezi operacije ili sprovođenja određene dijagnostičke ili terapeutske procedure, kao i da pomognu u zbrinjavanju pacijenta u akutnim stanjima koja im ugrožavaju život, u svim uslovima i sa ostalim pratećim priborom i opremom za monitoring u operacionim salama, jedinicama za intenzivno lečenje i oporavak, ali i u terenskim uslovima.

## Opšte informacije
Anestezija
Anestezija (od grčkih reči an estos – „bez osećaja“ ili „bez osećaja“) je medicinska metoda anesteziologije (kao posebne specijalnosti) koja uz primenu anestetika i drugih lekova u organizmu čoveka dovodi do eliminacije bola i lekovima izazvanog sna. Namenjena je za primenu tokom operativnih zahvata i drugih metoda — dijagnostike i terapije vrlo složenih stanja vezanih uz oblike intenzivnog lečenja. 
Anesteziologija
Anesteziologija je medicinska specijalizacija koja se bavi smanjenjem ili uklanjanjem svesti i osećaja spoljašnjih nadražaja (anestezija) odnosno smanjenjem ili otklanjanjem osećaja bola (analgezija) tokom različitih dijagnostičkih ili terapijskih medicinskih, najčešće hirurških postupaka, uz istovremeno kontinuirano praćenje vitalnih funkcija i održavanje unutarnje homeostaze organizma u fiziološkim granicama. 
Anesteziološki tim
Za pružanje adekvatnih anestezioloških usluga potreban je anesteziološki tim koji se sastoji od:
- lekara specijaliste anestezije, reanimacije i intenzivnog liječenja i
- anesteziološkog tehničara — anestetičara koji je školovani osposobljen profesionalac za pružanje ili učešće u pružanju kvalitetnih anestezioloških usluga bolesnicima.[2]

## Razlika u obrazovanju
Na primeru iz Norveške mogu se videti razlike u obrazovanju dve grupe kadrova u oblasti anestezije: anesteziologa i anestetičara. 
Lekari imaju  završeni medicinski fakultet, obaveznu lekarsku praksu od 18 meseci i 4  ½ godine specijalizacije iz anestezije. Sestre imaju završenu višu školu za sestre i 1 godinu dodatnog specijalnog obrazovanja  za anestetičare. Između osnovnog obrazovanja za sestre na Višoj školi i specijalnog obrazovanja za anestetičare, mora da steknu,  minimum 2 godine kliničkog iskustva, kao opšta sestra/tehničar. Posle toga, mogu da traže specijalno obrazovanje.

Kako ove dve grupe imaju različit nivo obrazovanja, i njihove oblasti delovanja i odgovornost zavise od toga, iako se mnoge oblasti delovanja jednim delom poklapaju. Obe grupe mogu da vrše zadatke u njima, ali je pravilo da je odgovornost različita, ili da: 
...onaj koji ima više realnih kvalifikacija — ima odgovornost za njihovo izvršenje. To bi u praksi značilo da lekar (anesteziolog) ima odgovornost, a da anestetičar  može samostalno da vrši mnoge radnje koje radi i lekar, ali samo u dogovoru sa lekarom.

## Zadaci anestetičara
Anestetičar ima zadatak da:  
- Kontinuirano prati vitalne funkcije pacijenta,
- zna da pacijente grupe ASA I i II uvede samostalno u anesteziju,
- prepozna sve promene u stanju pacijenta,
- preduzme potrebne postupke za njihovo ispravljanje.
- nauči da deluje brzo, u svim mogućim situacijama,
- zna prioritet svojih postupaka.
- zna da uspostavi slobodne disajne puteve i da očuva normalnu cirkulaciju.

## Obučenost
Anestetičar mora biti obučen za rad i asistenciju anesteziologu pri uvodu pacijenta u opštu anesteziju — bilo da se radi o uvodu u opštu endotrahealnu, opštu intravensku, opštu anesteziju postavljanjem laringealne maske, inhalacionu analogo sedirajuću. Anestetičari su obučeni i za uvod pacijenta i u regionalnu anesteziju — centralne i periferne blokove.
Anestetičar mora biti obučen za rad u svim uslovima i sa ostalim pratećim priborom i opremom za monitoring u operacionim salama, jedinicama za intenzivno lečenje i oporavak itd.
Pored navedenog, anesteziološki tehničari — anestetičari mora da bude osposobljen da:
- učestvuje u stručnom usavršavanju anestetičara — anestezioloških tehničara,
- učestvuje u nastavi učenika srednjih škola i studenata fakulteta zdravstvenih studija u praksi,
- učestvuje u vođenju pripravnika — volontera,
- objavljuje stručne radove,
- stalno vodi računa o stručnom usavršavanju,
- radi uvođenju i primeni savremenih dostignuća u oblasti rada anestezioloških tehničara — anestetičara.[4]

## Obrazovanje
U Srbiji u programu obrazovanja medicinskih kadrova postoji trogodišnji program specijalističkih strukovnih studija (180ESPB) na nekolko  Medicinskih fakulteta, nakon koga se stiče zvanje Specijalista strukovni anestetičar.
Specijalista strukovni anestetičar mora  na kraju svoga obrazovanja da ovlada: 
- Samostalnim izvođenjem opšte anestezije na funkcionalno zdravim pacijentima, a u saradnji sa anesteziologom, kada se radi o pacijentima sa pratećim oboljenjima.
- Praćenjem toka anestezije: da je adekvatno održava dodavanjem potrebnih medikamenata u pravilnom vremenskom razmaku i po individualnoj potrebi pacijenta, da prati vitalne funkcije pacijenta u regionalnoj anesteziji.
- Veštinama samostalne procene svake situacije, da ume da napravi prioritet postupaka da deluje brzo i odgovorno kod hitnih slučajeva, a kod pacijenta kojima je život ugrožen da uspostavi slobodne disajne puteve, obezbedi respiratornu funkciju kao i da se upusti u rešavanje cirkulatorne funkcije (postavljanje venskog puta, davanje tečnosti…)
- Poznavanjem i upotrebom medicinske aparate i da  je otvoren za nove zahteve u oblasti medicinske elektronike i tehnologije ali da istovremeno zna njihove granice i mane
- Dokumentovanjem i evaluacijom sopstvenog rad i da  poznaje njegove standarde

Anestetičar mora da nauči i da brzo procenjuje situacije, promene u pacijentima i da tačno zna kada treba da pozove drugu sobu u pomoć — bilo da se radi o osobi iste kvalifikacije ili o anesteziologu.

## Literatura
- McAuliffe, M. S; Henry, B (1996). „Countries where anesthesia is administered by nurses”. AANA Journal. 64 (5): 469—79..
- Inger Liv Hovind (red) Anestezija Viša Škola za medicinske sestre u Ćupriji, Ćuprija Srbija i Crna Gora, 2005

## Spoljašnje veze
- Udruženje anestetičara Srbije Архивирано на веб-сајту  (27. август 2018) — veb stranica